# Boston-Marathon 1994
Der Boston-Marathon 1994 war die 98. Ausgabe der jährlich stattfindenden Laufveranstaltung in Boston, Vereinigte Staaten. Der Marathon fand am 18. April 1994 statt.
Bei den Männern gewann Cosmas Ndeti in 2:07:15 h und bei den Frauen Uta Pippig in 2:21:45 h.

## Ergebnisse

### Männer
| Platz | Athlet             | Land               | Zeit (h) |
| ----- | ------------------ | ------------------ | -------- |
| 01    | Cosmas Ndeti       | Kenia              | 2:07:15  |
| 02    | Andrés Espinosa    | Mexiko             | 2:07:19  |
| 03    | Jackson Kipngok    | Kenia              | 2:08:08  |
| 04    | Hwang Young-cho    | Südkorea           | 2:08:09  |
| 05    | Arturo Barrios     | Mexiko             | 2:08:28  |
| 06    | Lorry Boay Akonaay | Tansania           | 2:08:35  |
| 07    | Robert Kempainen   | Vereinigte Staaten | 2:08:47  |
| 08    | Luketz Swartbooi   | Namibia            | 2:09:08  |
| 09    | Sam Nyangincha     | Kenia              | 2:09:15  |
| 10    | Moses Tanui        | Kenia              | 2:09:40  |

### Frauen
| Platz | Athletin           | Land               | Zeit (h) |
| ----- | ------------------ | ------------------ | -------- |
| 01    | Uta Pippig         | Deutschland        | 2:21:45  |
| 02    | Walentina Jegorowa | Russland           | 2:23:33  |
| 03    | Elana Meyer        | Südafrika          | 2:25:15  |
| 04    | Alena Peterková    | Tschechien         | 2:25:19  |
| 05    | Carmen De Oliveira | Brasilien          | 2:27:41  |
| 06    | Mónica Pont        | Spanien            | 2:29:36  |
| 07    | Martha Tenorio     | Ecuador            | 2:30:12  |
| 08    | Kim Jones          | Vereinigte Staaten | 2:31:46  |
| 09    | Colleen De Reuck   | Südafrika          | 2:31:53  |
| 10    | Albertina Dias     | Portugal           | 2:33:21  |